# Sötét bűnök
A Sötét bűnök (eredeti cím: Dark Crimes; True Crimes címen jelent meg a filmfesztiválokon 2018 előtt) 2016-os bűnügyi filmdráma, amelyet Alexandros Avranas rendezett és Jeremy Brock írt. A film David Grann True Crime: A Postmodern Murder Mystery című cikke alapján készült, amely az elítélt gyilkosról, Krystian Baláról szól, és 2008-ban jelent meg a The New Yorkerben. A főszerepben Jim Carrey, Agata Kulesza, Charlotte Gainsbourg, Kati Outinen, Zbigniew Zamachowski és Marton Csokas látható.
Brett Ratner producer 2010 óta készítette a Sötét bűnök című filmet. A forgatás 2015. november 12-én kezdődött a lengyelországi Krakkóban, és 2015. december 13-án fejeződött be. A film premierjét 2016. október 12-én tartották a Varsói Filmfesztiválon, és csak néhány országban, például az Egyesült Államokban mutatták be korlátozott számban 2018-ban. 
A Lionsgate Unlocked 2018. július 31-én jelentette meg Blu-rayen és DVD-n. 2018. május 21-én a vállalat egy új trailert mutatott be a filmhez, hogy népszerűsítse a házivideó-kiadást. A 2018-as év egyik legrosszabb kritikával rendelkező filmje, a Rotten Tomatoes-on 0%-os értékeléssel.

## Rövid történet
Egy nyomozó hasonlóságokat fedez fel egy lezáratlan gyilkossági ügy és egy bestseller regény között.

## Cselekmény
Tadek nyomozó egy üzletember meggyilkolásának ügyét vállalja el. Az ügy az ő és mindenki meglepetésére megegyezik egy Kozlov nevű férfi nemrég megjelent regénye egyik szereplőjének meggyilkolásával. Amíg a bűntény lezártnak tűnik, Tadek egy sötétebb titokra derít fényt.

## Szereplők
- Jim Carrey: Tadek
- Marton Csokas: Kozlov
- Charlotte Gainsbourg: Kasia
- Agata Kulesza: Marta
- Kati Outinen: Malinowska
- Zbigniew Zamachowski: Lukasz
- Kozlov anyja: Danuta Kowalska

## Elkészítés
A The Hollywood Reporter 2010. szeptember 29-én megjelent cikkéből kiderült, hogy Brett Ratner cége, a RatPac-Dune Entertainment egy True Crimes című filmet készít a Focus Features-szel. 2011. április 7-én a Deadline Hollywood arról számolt be, hogy a forgatókönyvet Jeremy Brock írja. 2013. június 7-én a The Hollywood Reporter felfedte, hogy a Focus Features 2012-ben kiszállt, és Christoph Waltz fogja játszani Jacek Wroblewskit. 2015. május 14-én a TheWrap bejelentette, hogy Wroblewski helyére Waltzot Jim Carrey váltotta, a Miss Violence (2013) rendezője, Alexandros Avranas pedig a film rendezője lett; David Gerson, Ewa Puszczynska és Michael Aguilar is producerek lettek. A Page Six 2015. október 21-én jelentette be, hogy Charlotte Gainsbourg "tárgyalásokat folytat" a True Crimes című filmben való szereplésről.